# Galium megapotamicum
Galium megapotamicum är en måreväxtart som beskrevs av Spreng.. Galium megapotamicum ingår i släktet måror, och familjen måreväxter. Inga underarter finns listade i Catalogue of Life.